# The Land of Promise
The Land of Promise er en amerikansk stumfilm fra 1917 af Joseph Kaufman.

## Medvirkende
- Billie Burke som Nora Marsh.
- Thomas Meighan som Frank Taylor.
- Helen Tracy som Miss Eunice Wickam.
- Jack W. Johnston som Edward Marsh.
- Mary Alden som Gertie Marsh.